# Giacomo Ricci
Giacomo Ricci (ur. 30 marca 1985 roku w Mediolanie) – włoski kierowca wyścigowy.

## Kariera

### Formuła BMW
W wyścigach samochodów jednomiejscowych, Giacomo zadebiutował w roku 2001, w Formule BMW. Zwyciężywszy w jednym wyścigu, został w niej sklasyfikowany na 7. miejscu. W kolejnym sezonie wziął udział w sześciu wyścigach, ostatecznie zajmując w klasyfikacji generalnej 18. lokatę.

### Formuła Renault
W sezonie 2001 Ricci wystąpił w jednej rundzie Włoskiej Formuły Renault (nie ukończył). W następnym roku wziął udział w sześciu wyścigach europejskiej (nie zdobył punktów) oraz niemieckiej Formuły Renault (uzyskane punkty sklasyfikowały go na 28. miejscu).
W 2003 roku brał udział w Hiszpańskiej Formule Junior 1600. Zdobyte punkty pozwoliły mu na zajęcie 4. lokaty w końcowej klasyfikacji. Poza tym zaliczył gościnny występ w zimowej edycji mistrzostw świata Fran-Am 2000 (w wyścigu dojechał na 18. pozycji). Rok później, w połowie sezonu, Giacomo wystartował z włoską ekipą Vergani Racing, w czterech rundach World Series by Nissan. Tylko raz dojechał na punktowej pozycji. Jednorazowa zdobycz dała Ricciemu 18. miejsce w końcowej klasyfikacji.

### Europejska Formuła 3000
W roku 2004, wraz z ekipą Power Tech, wziął udział w dwóch pierwszych rundach sezonu Euroserii 3000. Nie zdobył jednak żadnych punktów. Rok później podpisał kontrakt z zespołem Astromega, na pełny etat. W ciągu ośmiu wyścigów, czterokrotnie stanął na podium, ostatecznie zajmując 3. miejsce w końcowej punktacji.
W sezonie 2006 ścigał się we włoskiej stajni Fisichella Motor Sport. Sięgnął wówczas po swój pierwszy tytuł mistrzowski, zwyciężając po drodze w pięciu wyścigach. Ostatni raz w serii pojawił się w 2007 roku, kiedy to w zespołach G-Tec (dwa wyścigi) oraz ELK Motorsport (cztery wyścigi), wziął udział w trzech ostatnich rundach sezonu. W ciągu sześciu wyścigów, tylko raz nie znalazł się na podium (wówczas zmagań nie ukończył), z czego dwukrotnie zwyciężył. Uzyskane punkty pozwoliły mu zakończyć rywalizację na 5. lokacie.

### Champ Car Atlantic
W 2007 roku Ricci brał udział w amerykańskiej serii pojazdów o otwartym nadwoziu – Champ Car Atlantic. Wystąpiwszy w dwunastu eliminacjach, zmagania ukończył na przyzwoitej 6. pozycji.

### Seria GP2
W sezonie 2008, dzięki dużemu wsparciu finansowemu, Giacomo podpisał kontrakt z brytyjską stajnią David Price Racing, na udział w bezpośrednim przedsionku Formuły 1 – serii GP2. Po zaledwie dwóch rundach (bez punktów) Włoch został jednak zastąpiony przez Hiszpana Andy'ego Soucka (głównym tego powodem był problem z opłaceniem dalszych startów). W dalszej części sezonu Ricci brał udział w Międzynarodowych Otwartych Mistrzostwach GT. Startując w sześciu wyścigach klasy GTA oraz czterech kategorii GTS, został w nich sklasyfikowany odpowiednio na 12. i 10. miejscu w ogólnej klasyfikacji. Oprócz tego wziął udział w dwóch wyścigach Włoskiej Formuły 3 (punkty w niej uzyskane pozwoliły mu zająć 15. miejsce) oraz Międzynarodowej Formuły Master (nie zdobył punktów).
W roku 2009, w wyniku kontuzji poniesionej w drugim wyścigu w Wielkiej Brytanii, Ricci nie był w stanie ukończyć całego sezonu. Jego miejsce zajął Francuz Franck Perera. Ostatecznie wystąpił w siedmiu wyścigach, ani razu nie będąc blisko premiowanej punktami lokaty.
W sezonie 2010 nieoczekiwanie już w pierwszym wyścigu, na torze Circuit de Catalunya, dojechał na świetnym drugim miejscu. Po kolejne punkty sięgnął w siódmej rundzie sezonu. Na torze Hungaroring sobotni wyścig zakończył na ósmym miejscu. Dzień później, startując z pole position, nie oddał swej pozycji przez wszystkie okrążenia, ostatecznie wygrywając swój pierwszy wyścig GP2 w karierze. Na skutek kłopotów finansowych, Giacomo po tej rundzie stracił jednak swoją posadę, na rzecz rodaka Fabrizio Crestaniego. Zdobyte punkty pozwoliły Włochowi na zajęcie w ogólnej punktacji 13. pozycji.

### Azjatycka Seria GP2
W przerwie zimowej, pomiędzy sezonem 2008 i 2009, Giacomo testował z włoską stajnią Trident Racing, bolid Azjatyckiej serii GP2. Zachęcające wyniki oraz solidne zaplecze finansowe, pozwoliły Włochowi podpisać kontrakt z ekipą. Po niezbyt udanym występie na torze w Chinach, Ricci zerwał jednak kontrakt z zespołem. Od następnej rundy reprezentował brytyjską ekipę DPR. Pomimo iż ścigał się w niej do końca sezonu, ani razu nie udało mu się zdobyć punktów (główną przyczyną tego stanu rzeczy był jeden z najsłabszych bolidów w stawce).
Kolejny rok startów w tej serii rozpoczął nieudanie, od dwóch nie ukończonych wyścigów w Abu Zabi. W pozostałych Włoch spisał się jednak znakomicie, punktując we wszystkich sześciu wyścigach, przy czym trzykrotnie stanął na podium. Sezon zakończył pierwszym zwycięstwem w karierze, w zimowym cyklu GP2. Miało to miejsce na torze w Bahrajnie. Świetna postawa Ricciego pozwoliła mu zająć wysokie 3. miejsce w końcowej klasyfikacji.

### Auto GP World Series
W 2010 roku Ricci zadebiutował w Auto GP. Startując w dwóch wyścigach zdobył 8 punktów, co dało mu ostatecznie 12 pozycję w klasyfikacji generalnej. W sezonie 2012 Ricci zawitaj do serii już na 6 wyścigów. Z dorobkiem 40 punktów uplasował się na 11 pozycji w klasyfikacji generalnej. Na sezon 2013 Włoch podpisał kontrakt z włoską ekipą Team MLR71. Jednak w żadnym z dwóch wyścigów, w których wystartował, nie zdołał zdobyć punktów.

## Statystyki
| Sezon   | Seria                          | Zespół                  | Wyścigi | PP | Zwycięstwa | Pkt. | Poz. koń. |
| ------- | ------------------------------ | ----------------------- | ------- | -- | ---------- | ---- | --------- |
| 2001    | Niemiecka Formuła BMW          | CTS-Motorsport          | 20      | 0  | 1          | 94   | 7         |
| 2001    | Włoska Formuła Renault         | Toby Fortec Racing      | 1       | 0  | 0          | 0    | NS        |
| 2002    | Niemiecka Formuła Renault      | SL Formula Racing       | 8       | 0  | 0          | 26   | 28        |
| 2002    | Europejska Formuła Renault     | KUG Motorsport          | 6       | 0  | 0          | 0    | NS        |
| 2002    | Niemiecka Formuła BMW          | KUG-DeWalt Racing       | 6       | 0  | 0          | 15   | 18        |
| 2003    | Hiszpańska Formuła Renault 1.6 |                         |         |    |            | 106  | 4         |
| 2003    | Zimowe MŚ Fran-Am 2000         | Team Italia             | 1       | 0  | 0          | 30   | 29        |
| 2004    | World Series by Nissan         | Vergani Racing          | 8       | 0  | 0          | 4    | 19        |
| 2004    | Euroseries 3000                | Power Tech              | 4       | 0  | 0          | 0    | NS        |
| 2005    | Włoska Formuła 3000            | Team Astromega          | 8       | 0  | 0          | 33   | 3         |
| 2006    | Euroseries 3000                | Fisichella Motorsport   | 18      | 1  | 5          | 106  | 1         |
| 2007    | Euroseries 3000                | G-Tec                   | 6       | 0  | 2          | 37   | 5         |
| 2007    | Euroseries 3000                | ELK Motorsport          | 6       | 0  | 2          | 37   | 5         |
| 2007    | Champ Car Atlantic             | Conquest Racing         | 12      | 0  | 0          | 188  | 6         |
| 2008    | Seria GP2                      | David Price Racing      | 4       | 0  | 0          | 0    | 31        |
| 2008    | International GT Open          | GPC Sport (GTA)         | 6       | 0  | 0          | 19   | 12        |
| 2008    | International GT Open          | Villois Racing (GTS)    | 4       | 0  | 1          | 26   | 10        |
| 2008    | Włoska Formuła 3               | BVM – Target Racing Srl | 2       | 0  | 0          | 5    | 15        |
| 2008    | Międzynarodowa Formuła Master  | Euronova Racing         | 2       | 0  | 0          | 0    | NS        |
| 2008–09 | Azjatycka seria GP2            | Trident Racing          | 2       | 0  | 0          | 0    | 27        |
| 2008–09 | Azjatycka seria GP2            | David Price Racing      | 9       | 0  | 0          | 0    | 27        |
| 2009    | Seria GP2                      | David Price Racing      | 7       | 0  | 0          | 0    | 27        |
| 2009–10 | Azjatycka seria GP2            | David Price Racing      | 8       | 0  | 1          | 29   | 3         |
| 2010    | Seria GP2                      | David Price Racing      | 14      | 0  | 1          | 16   | 13        |
| 2012    | Auto GP World Series           | Zele Racing             | 6       | 0  | 0          | 40   | 11        |
| 2012    | Auto GP World Series           | Team MLR71              | 6       | 0  | 0          | 40   | 11        |
| 2013    | Auto GP World Series           | Team MLR71              | 2       | 0  | 0          | 0    | 24        |

## Wyniki w GP2
| Legenda oznaczeń w tabelach wyników Wyświetl szablon na nowej stronie | Legenda oznaczeń w tabelach wyników Wyświetl szablon na nowej stronie                                                                     |
| Oznaczenie                                                            | Wyjaśnienie |
| --------------------------------------------------------------------- | --- |
| Złoty                                                                 | Zwycięzca lub mistrzostwo |
| Srebrny                                                               | 2. miejsce lub wicemistrzostwo |
| Brązowy                                                               | 3. miejsce lub II wicemistrzostwo |
| Zielony                                                               | Ukończył, punktował (w klasyfikacji generalnej, gdy zdobył co najmniej jeden punkt na przestrzeni sezonu, poza trzema powyższymi opcjami) |
| Niebieski                                                             | Ukończył, nie punktował (w klasyfikacji generalnej, gdy nie zdobył co najmniej jednego punktu na przestrzeni sezonu)                      |
| Czerwony                                                              | Nie zakwalifikował się (NZ) |
| Czerwony                                                              | Nie prekwalifikował się (NPK) |
| Różowy                                                                | Nie ukończył (NU) |
| Różowy                                                                | Niesklasyfikowany (NS) (w klasyfikacji generalnej, gdy nie został sklasyfikowany w żadnym wyścigu sezonu)                                 |
| Czarny                                                                | Zdyskwalifikowany (DK) |
| Czarny                                                                | Wykluczony (WYK/EX) |
| Biały                                                                 | Nie wystartował (NW) |
| Biały                                                                 | Kontuzjowany (K/INJ) |
| Biały                                                                 | Wyścig odwołany (OD/C) |
| Bez koloru                                                            | Został wycofany (WYC/WD) |
| Bez koloru                                                            | Nie przybył (NP/DNA) |
| Bez koloru                                                            | Nie brał udziału w treningach (NT/DNP) |
| Bez koloru                                                            | Nie został zgłoszony (–) |
| Pogrubienie                                                           | Start z pole position |
| Kursywa                                                               | Najszybsze okrążenie wyścigu |
| †                                                                     | Nie ukończył, ale jego rezultat został zaliczony ze względu na przejechanie więcej niż 90% dystansu wyścigu.                              |
| *                                                                     | Sezon w trakcie |
| 1/2/3                                                                 | Punktowana pozycja w sprincie kwalifikacyjnym                                                                                             |
| Lista systemów punktacji Formuły 1                                    | |

| Rok  | Zespół             | Wyniki w poszczególnych eliminacjach | Wyniki w poszczególnych eliminacjach | Wyniki w poszczególnych eliminacjach | Wyniki w poszczególnych eliminacjach | Wyniki w poszczególnych eliminacjach | Wyniki w poszczególnych eliminacjach | Wyniki w poszczególnych eliminacjach | Wyniki w poszczególnych eliminacjach | Wyniki w poszczególnych eliminacjach | Wyniki w poszczególnych eliminacjach | Wyniki w poszczególnych eliminacjach | Wyniki w poszczególnych eliminacjach | Wyniki w poszczególnych eliminacjach | Wyniki w poszczególnych eliminacjach | Wyniki w poszczególnych eliminacjach | Wyniki w poszczególnych eliminacjach | Wyniki w poszczególnych eliminacjach | Wyniki w poszczególnych eliminacjach | Wyniki w poszczególnych eliminacjach | Wyniki w poszczególnych eliminacjach | Punkty | Pozycja |
| ---- | ------------------ | ------------------------------------ | ------------------------------------ | ------------------------------------ | ------------------------------------ | ------------------------------------ | ------------------------------------ | ------------------------------------ | ------------------------------------ | ------------------------------------ | ------------------------------------ | ------------------------------------ | ------------------------------------ | ------------------------------------ | ------------------------------------ | ------------------------------------ | ------------------------------------ | ------------------------------------ | ------------------------------------ | ------------------------------------ | ------------------------------------ | ------ | ------- |
| 2008 | David Price Racing | ESP                                  | ESP                                  | TUR                                  | TUR                                  | MON                                  | MON                                  | FRA                                  | FRA                                  | GBR                                  | GBR                                  | DEU                                  | DEU                                  | HUN                                  | HUN                                  | VAL                                  | VAL                                  | BEL                                  | BEL                                  | ITA                                  | ITA                                  | 0      | 31      |
| 2008 | David Price Racing | 16                                   | NU                                   | NU                                   | 11                                   | -                                    | -                                    | -                                    | -                                    | -                                    | -                                    | -                                    | -                                    | -                                    | -                                    | -                                    | -                                    | -                                    | -                                    | -                                    | -                                    | 0      | 31      |
| 2009 | David Price Racing | ESP                                  | ESP                                  | MON                                  | MON                                  | TUR                                  | TUR                                  | GBR                                  | GBR                                  | DEU                                  | DEU                                  | HUN                                  | HUN                                  | VAL                                  | VAL                                  | BEL                                  | BEL                                  | ITA                                  | ITA                                  | POR                                  | POR                                  | 0      | 27      |
| 2009 | David Price Racing | NU                                   | 15                                   | 14                                   | NU                                   | NU                                   | NU                                   | 17                                   | NW                                   | -                                    | -                                    | -                                    | -                                    | -                                    | -                                    | -                                    | -                                    | -                                    | -                                    | -                                    | -                                    | 0      | 27      |
| 2010 | David Price Racing | ESP                                  | ESP                                  | MON                                  | MON                                  | TUR                                  | TUR                                  | VAL                                  | VAL                                  | GBR                                  | GBR                                  | DEU                                  | DEU                                  | HUN                                  | HUN                                  | BEL                                  | BEL                                  | ITA                                  | ITA                                  | ARE                                  | ARE                                  | 16     | 13      |
| 2010 | David Price Racing | 2                                    | 8                                    | 17                                   | NU                                   | NU                                   | 17                                   | NU                                   | NU                                   | 13                                   | 12                                   | 16†                                  | 11                                   | 8                                    | 1                                    | -                                    | -                                    | -                                    | -                                    | -                                    | -                                    | 16     | 13      |

## Wyniki w Azjatyckiej Serii GP2
| Legenda oznaczeń w tabelach wyników Wyświetl szablon na nowej stronie | Legenda oznaczeń w tabelach wyników Wyświetl szablon na nowej stronie                                                                     |
| Oznaczenie                                                            | Wyjaśnienie |
| --------------------------------------------------------------------- | --- |
| Złoty                                                                 | Zwycięzca lub mistrzostwo |
| Srebrny                                                               | 2. miejsce lub wicemistrzostwo |
| Brązowy                                                               | 3. miejsce lub II wicemistrzostwo |
| Zielony                                                               | Ukończył, punktował (w klasyfikacji generalnej, gdy zdobył co najmniej jeden punkt na przestrzeni sezonu, poza trzema powyższymi opcjami) |
| Niebieski                                                             | Ukończył, nie punktował (w klasyfikacji generalnej, gdy nie zdobył co najmniej jednego punktu na przestrzeni sezonu)                      |
| Czerwony                                                              | Nie zakwalifikował się (NZ) |
| Czerwony                                                              | Nie prekwalifikował się (NPK) |
| Różowy                                                                | Nie ukończył (NU) |
| Różowy                                                                | Niesklasyfikowany (NS) (w klasyfikacji generalnej, gdy nie został sklasyfikowany w żadnym wyścigu sezonu)                                 |
| Czarny                                                                | Zdyskwalifikowany (DK) |
| Czarny                                                                | Wykluczony (WYK/EX) |
| Biały                                                                 | Nie wystartował (NW) |
| Biały                                                                 | Kontuzjowany (K/INJ) |
| Biały                                                                 | Wyścig odwołany (OD/C) |
| Bez koloru                                                            | Został wycofany (WYC/WD) |
| Bez koloru                                                            | Nie przybył (NP/DNA) |
| Bez koloru                                                            | Nie brał udziału w treningach (NT/DNP) |
| Bez koloru                                                            | Nie został zgłoszony (–) |
| Pogrubienie                                                           | Start z pole position |
| Kursywa                                                               | Najszybsze okrążenie wyścigu |
| †                                                                     | Nie ukończył, ale jego rezultat został zaliczony ze względu na przejechanie więcej niż 90% dystansu wyścigu.                              |
| *                                                                     | Sezon w trakcie |
| 1/2/3                                                                 | Punktowana pozycja w sprincie kwalifikacyjnym                                                                                             |
| Lista systemów punktacji Formuły 1                                    | |

| Rok       | Zespół             | Wyniki w poszczególnych eliminacjach | Wyniki w poszczególnych eliminacjach | Wyniki w poszczególnych eliminacjach | Wyniki w poszczególnych eliminacjach | Wyniki w poszczególnych eliminacjach | Wyniki w poszczególnych eliminacjach | Wyniki w poszczególnych eliminacjach | Wyniki w poszczególnych eliminacjach | Wyniki w poszczególnych eliminacjach | Wyniki w poszczególnych eliminacjach | Wyniki w poszczególnych eliminacjach | Punkty | Pozycja |
| --------- | ------------------ | ------------------------------------ | ------------------------------------ | ------------------------------------ | ------------------------------------ | ------------------------------------ | ------------------------------------ | ------------------------------------ | ------------------------------------ | ------------------------------------ | ------------------------------------ | ------------------------------------ | ------ | ------- |
| 2008/2009 |                    | CHN                                  | CHN                                  | ARE                                  | BHR                                  | BHR                                  | QAT                                  | QAT                                  | MAL                                  | MAL                                  | BHR                                  | BHR                                  | 0      | 27      |
| 2008/2009 | Trident Racing     | 13                                   | NU                                   | -                                    | -                                    | -                                    | -                                    | -                                    | -                                    | -                                    | -                                    | -                                    | 0      | 27      |
| 2008/2009 | David Price Racing | -                                    | -                                    | 13                                   | NU                                   | 16                                   | NU                                   | 13                                   | 16                                   | 15                                   | 11                                   | 10                                   | 0      | 27      |
| 2009/2010 | DPR                | ARE                                  | ARE                                  | ARE                                  | ARE                                  | BHR                                  | BHR                                  | BHR                                  | BHR                                  |                                      |                                      |                                      | 29     | 3       |
| 2009/2010 | DPR                | NU                                   | NU                                   | 5                                    | 3                                    | 4                                    | 2                                    | 5                                    | 1                                    |                                      |                                      |                                      | 29     | 3       |